# Prix Gémeaux de la meilleure émission ou série d'affaires publiques
Le prix Gémeaux de la meilleure émission ou série d’affaires publiques est une récompense télévisuelle remise par l'Académie canadienne du cinéma et de la télévision en 2003, 2004 et 2009. 

## Lauréats
- 2003 - Découverte
- 2004 - La Facture
- 2009 - Découverte